# Ravitria
Ravitria là một chi bướm đêm thuộc họ Sesiidae.

## Các loài
- Ravitria aurifasciata (Gorbunov & Arita, 1995)
- Ravitria confusa (Gorbunov & Arita, 2000c)
- Ravitria pyrosema (Hampson, 1919)
- Ravitria sotchivkoi (Gorbunov & Arita, 1999)
- Ravitria yunnanensis  Gorbunov & Arita, 2001